# Archaeotherium
Archaeotherium (tiếng Hy Lạp: αρχαιοθήριον, có nghĩa là" con quái vật cổ xưa") là một chi tuyệt chủng của entelodont artiodactyl loài đặc hữu của Bắc Mỹ trong kỷ nguyên Eocene và Oligocen (38-24,8 mya), hiện có khoảng 6 triệu năm.